# Дахи

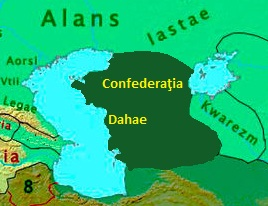
Предполагаемая территория расселения дахов до завоевания ими Парфии

Да́хи (др.-перс. 𐎭𐏃𐎠 Dahā, лат. Daoi, Daai и греч. Δάοι, Δάαι) — общее название ираноязычного союза трёх кочевых племён, живших в Центральной Азии в античную эпоху. Иногда относятся к числу саков и/или массагетов.
По данным археологии (которые приводит А. С. Балахванцев), изначально жили в Приуралье, в районе современного Орска, на окраине которого оставили Новокумакский могильник (курган):
На рубеже VI и V вв. до н. э. жившие в Южном Приуралье (район нынешнего Орска) дахи в ходе ежегодных меридиональных перекочевок стали пересекать Устюрт и спускаться в западную часть Присарыкамышской дельты Амударьи. После отпадения Хорезма от державы Ахеменидов на протяжении IV — начала III в. до н. э. одни дахи проникли в Согд (долину Зеравшана), а другие — парны — заняли незаселенные земли на берегах Оха (Атрека и его притока Сумбара).
Впервые упоминание о дахах встречается в надписи ахеменидского царя Ксеркса — в перечне стран и областей Ахеменидской империи (в этом списке дахи соседствуют с саками). В I веке до н. э. Страбон называет страну, населённую дахами, «Скифской Дахой», и размещает её на территории современного Западного Казахстана.
Дахи вместе с остальными сакскими племенами воевали в войске Ахеменидов против македонян — в частности, участвовали в битве при Гавгамелах. После падения Ахеменидов дахи, которые все ещё вели пастушеское хозяйство в Приаралье, стали постепенно сдвигаться на юг, занимая территорию к западу от Гиркании.
В III веке до н. э. одно из племён дахов — парны — под главенством вождя Аршака возвысилось над остальными племенами западной группы. Парны вторглись в область Парфия (Aparthik), которая незадолго до того провозгласила свою независимость от Селевкидов, и в итоге ими была создана Парфянская империя.
Во времена китайского императора У-ди (середина II века до н. э.) к нему прибыло посольство от согдов и дахов, что свидетельствует о сохранении присутствия последних в Средней Азии. Академик С. П. Толстов, опираясь на Вивьена де Сен-Мартена, отводил дахам значимое место в этногенезе современных туркмен.